# Chiridotea almyra
Chiridotea almyra là một loài chân đều trong họ Chaetiliidae. Loài này được Bowman miêu tả khoa học năm 1955.